# Canonbie
 (décembre 2018).
Si vous disposez d'ouvrages ou d'articles de référence ou si vous connaissez des sites web de qualité traitant du thème abordé ici, merci de compléter l'article en donnant les références utiles à sa vérifiabilité et en les liant à la section « Notes et références ».
Canonbie est un petit village du Dumfries and Galloway dans le sud-ouest de l’Écosse, à 10 km au sud de Langholm et à 3 km au nord de la frontière avec l'Angleterre. Il se situe sur l'A7 entre Carlisle et Édimbourg, et la rivière Esk le traverse. Il est souvent cité dans les textes anciens sous le nom de Canobie.

## Histoire
Canonbie était la ville la plus peuplée dans les Debatable Lands; limitée par la rivière Sark à l'ouest, par la rivière Esk et la Liddel Water à l'est, au nord par la brande de Bruntsheill et la tourbière de Tarras, et au sud par l'estuaire de l'Esk. Les principales familles qui l'occupaient étaient les Graeme, les Armstrong, les Elliot et les Bell.
Vers 1165 la paroisse de Canonbie possédait un prieuré augustin basé à Hallgreen. L'édifice fut détruit durant le règne d'Henri VIII après la bataille de Solway Moss en 1542. Un monticule herbeux situé près de l'actuelle église est censé être la seule ruine restante. Les ruines de plusieurs édifices médiévaux se trouvent à proximité du village (Hollows, Harelaw, Mumbyhirst, Auchenrivock, Hallgreen, Woodhouselees, et Sark.)

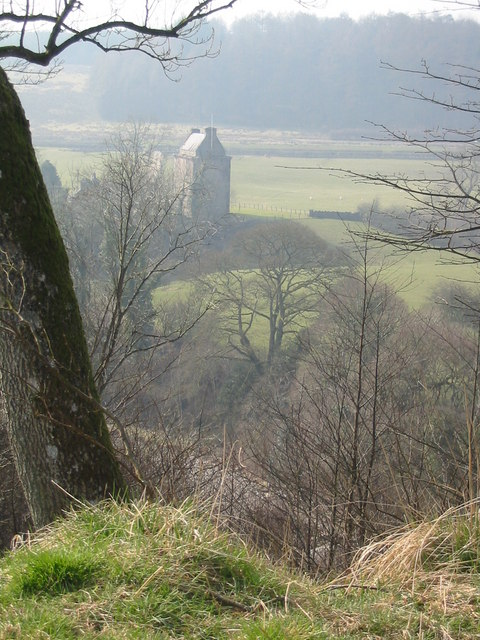
Hollows Tower

Gilnockie Castle se trouve du côté nord de Canonbie Bridge, c'était autrefois une place-forte du clan Armstrong de Mangerton. C'était aussi la maison de Johnnie Armstrong même si sa construction n'était pas encore terminée à sa mort. Il y a peu de vestiges du château.
Quand Jacques V devint roi d’Écosse, un de ses objectifs fut de restaurer l'ordre dans le royaume et de pacifier la frontière. Il prit la tête d'une armée de 12 000 hommes, et ordonna à tous les comtes, barons, lords, propriétaires terriens et gentilshommes de se regrouper à Édimbourg avec un mois de provisions, puis de se rendre à Teviotdale et Annandale. Après avoir chassé pendant plusieurs jours, le roi offrit un sauf-conduit à Johnnie Armstrong afin qu'il se rende à une audience. Armstrong était le laird de Gilnockie et était reconnu comme un grand chef dans les Borders, en Écosse, et même en Angleterre. Johnnie Armstrong était un homme très puissant et de la frontière écossaise à Newcastle en Angleterre rares étaient ceux qui ne lui payaient pas de tribut. Le Roi ne fit juger ni Armstrong ni ses hommes avant de les pendre aux arbres du cimetière de Carlanrig. Une légende persiste encore de nos jours, les arbres sur lesquels on les aurait pendus (Dule trees) auraient tous flétri puis seraient morts, et depuis tous les arbres qu'on a essayé d'y planter seraient morts aussi.
Canonbie fut immortalisée dans le poème de Sir Walter Scott, Marmion. Une partie fait référence aux exploits du jeune Lochinvar, qui vola la main de la mariée de Netherby Hall, à environ 5 km au sud de Canonbie, le fringant chevalier fut poursuivi à travers Canonbie et mais finit par réussir à s'enfuir.

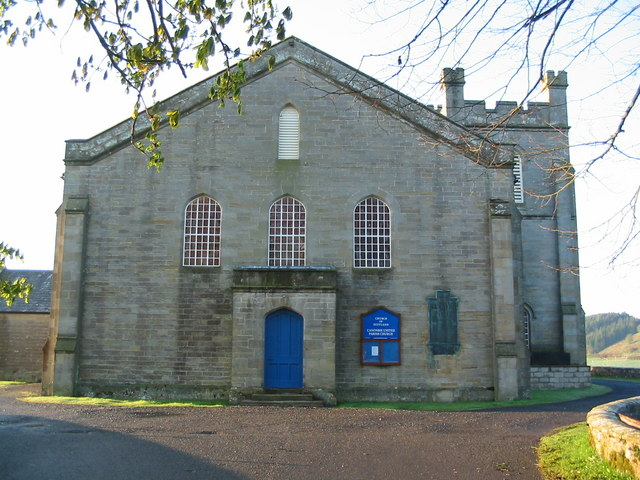
l'église de Canonbie

Canonbie fut profondément affecté par l'épidémie de fièvre aphteuse de 2001, toutes les fermes des alentours ont perdu leur troupeau.

## Services
Le village possède un bureau de poste, un parc public, une école primaire, une église, un magasin d'horlogerie, un coiffeur, et un hôtel. Le village n'est pas loin du site de Gilnockie Tower.
La localité est desservie par deux itinéraires de bus ; le X95 (depuis Édimbourg) et le 127.
Canonbie dispose d'une équipe de football locale, la Canonbie Bowholm FC, créé en 1925.

## Histoire naturelle
les Andricus quercuscalicis furent remarqué pour la première fois en Écosse à Canonbie en 1995.

## Résidents notables
James Lorrain Smith et sa sœur Annie Lorrain Smith.

## liens externes
- Canobie Village and village hall
- Border Villages - Canonbie
- Canonbie United Parish church